# Hype Williams videografi
 Der er for få eller ingen kildehenvisninger i denne artikel, hvilket er et problem. Du kan hjælpe ved at angive troværdige kilder til de påstande, som fremføres i artiklen.

Videografi af Hype Williams.

## Videografi

### 1992
- Strickly Roots – Duck the Boys in Blue
- Zhigge – Rakin' in the Dough
- Cutty Ranks – Living Condition

### 1993
- Eric Sermon – Hittin' Switches
- Positive K – I Got a Man (version 1)
- Mangu – La Playa
- K7 – Zunga Zeng
- M.O.P. – How About Some Hardcore

### 1994
- Craig Mack – Flava In Ya Ear (Remix)
- Wu-Tang Clan – Can It Be All So Simple?
- Jodeci – Feenin'
- Mic Geronimo – Shit's Real
- Da Bush Babees – We Run Things (It's Like That)
- Gravediggaz – Diary Of A Madman
- Craig Mack – Get Down

### 1995
- Naughty by Nature – Craziest
- The Notorious B.I.G. – One More Chance [version 2: remix]
- Warren G – So Many Ways
- Brandy – Baby
- The Notorious B.I.G. – Warning
- The Notorious B.I.G. – Big Poppa
- Brandy feat. Queen Latifah, MC Lyte, & Yo Yo – I Wanna Be Down (version 2:remix)
- Adina Howard – Freak Like Me
- Montell Jordan – This Is How We Do It
- The Notorious B.I.G. – One More Chance (version 1)
- Guru & Chaka Khan – Watch What You Say
- Montell Jordan – Somethin' 4 Da Honeyz (version 1)
- Brandy – Sitten Up In My Room
- Boyz II Men – Vibin' (version 2)
- Brandy – Sittin' Up In My Room
- Blackstreet feat. SWV – Tonite's The Night
- Hodge – Head Nod [Remix]
- Mic Geronimo – Masta I.C.
- OutKast – Benz or Beamer
- Ol' Dirty Bastard – Shimmy Shimmy Ya/Baby C'Mon
- Sam Sneed – U Betta Recognize
- Ca$h Money Click- 4 My Click

### 1996
- 2Pac feat. Dr. Dre – California Love (version 2: Mad Max, version 3: remix)
- D'Angelo – Lady (version 1)
- LL Cool J feat. Boyz II Men – Hey Lover
- R. Kelly feat. Ronald Isley – Down Low (nobody has to know) (version 1)
- Busta Rhymes – Woo-hah! Got You All In Check (version 1)
- The Tony Rich Project – Nobody Knows
- R. Kelly – Thank God It's Friday
- LL Cool J – Doin' It
- Maxi Priest feat. Shaggy – That Girl
- Nas feat. Lauryn Hill – If I Ruled The World (Imagine That)
- Nas – Street Dreams
- Nas feat. R. Kelly – Street Dreams (Remix)
- A Tribe Called Quest – Once Again
- Blackstreet feat. Dr. Dre & Queen Pen – No Diggity (version 1)
- R. Kelly – I Can't Sleep Baby (If I remix)
- A Tribe Called Quest – Stressed Out (version 1)
- Jay-Z feat. Mary J. Blige – Can't Knock The Hustle
- LL Cool J featuring Total – Loungin' (remix)
- Foxy Brown featuring Blackstreet – Get Me Home
- R. Kelly – I Believe I Can Fly
- Group Therapy feat. Dr. Dre, RBX, KRS-One, B-Real & Nas – East Coast West Coast Killaz
- The Monstars (from Space Jam) – Hit 'Em High
- The Isley Brothers feat. R. Kelly – Let's Lay Together
- Total – No One Else
- Babyface feat. LL Cool J, Jody Watley, etc. – This Is For The Lover In You''

### 1997
- Missy Elliott – The Rain (Supa Dupa Fly)
- Puff Daddy feat. Faith Evans & 112 – I'll Be Missing You
- R. Kelly – Gotham City
- The Notorious B.I.G. feat. Puff Daddy & Mase – Mo'Money, Mo' Problems
- Mary J. Blige – Everything
- Busta Rhymes – Put Your Hands Where My Eyes Could See
- Missy Elliott feat. Da Brat- Sock It 2 Me
- Jay-Z feat. Foxy Brown – Sunshine (Always Be Mine)
- Busta Rhymes – Dangerous
- Mase – Feel So Good
- Wild Orchid – Supernatural
- Will Smith – Gettin' Jiggy With It
- Usher – Nice & Slow
- The Firm – Firm Biz
- Refugee Camp All-Stars feat. Pras and Ky-Mani – Avenues
- Scarface – Mary Jane

### 1998
- DMX feat. Sheek of the LOX – Get at Me Dog
- DMX feat. Faith Evans – How's It Going Down?
- Faith Evans – Love Like This
- Mel B feat. Missy Elliott – I Want You Back
- Mariah Carey feat. Jermaine Dupri – Sweetheart
- Mýa feat. Noreaga & Raekwon – Movin' Out
- Kelly Price feat. R. Kelly – Friend of Mine
- Busta Rhymes – Gimme Some Mo'
- DMX, Nas, Method Man, and Ja Rule – Grand Finale
- R. Kelly – Half On A Baby
- R. Kelly feat. Keith Murray – Home Alone

### 1999
- 112 feat. Lil' Zane – Anywhere
- Ja Rule – Holla Holla
- Ja Rule feat. Tah Murdah & Black Child – Murda 4 Life
- Ja Rule – It's Murda/Kill 'Em All
- Ja Rule feat. Ronald Isley – Daddy's Little Baby
- Ja Rule – How Many Wanna
- TLC – No Scrubs
- Method Man feat. D'Angelo – Break Ups 2 Make Ups
- Busta Rhymes feat. Janet Jackson – What's It Gonna Be?
- Nas feat. Puff Daddy – Hate Me Now
- Missy Elliott – She's A Bitch
- Mase feat. Blackstreet – Get Ready
- Noreaga – Oh No
- Missy Elliott feat. Big Boi & Nicole – All In My Grill
- Puff Daddy feat. R. Kelly – Satisfy You
- Mobb Deep feat. Nas – It's Mine
- Mobb Deep feat. Lil' Kim – Quiet Storm (version 2: remix)
- Dr. Dre feat. Snoop Dogg – Still DRE
- Ol' Dirty Bastard feat. Kelis – Got Your Money
- Kelis – Caught Out There
- Missy Elliott feat. Nas, Lil' Mo & Eve – Hot Boyz
- Sisqó – Got To Get It
- Q-Tip – Breathe And Stop
- Q-Tip – Vivrant Thing

### 2000
- Jay-Z feat. UGK – Big Pimpin'
- No Doubt – Ex-Girlfriend
- Busta Rhymes – Get Out
- Macy Gray – Why Didn't You Call Me
- R. Kelly – Bad Man
- DMX feat. Sisqó – What You Want
- LL Cool J – Imagine That
- Wyclef Jean feat. The Rock – It Doesn't Matter
- Busta Rhymes – Fire
- Jay-Z Hey Papi
- Mýa feat. Jay-Z – Best of Me (Holla Main Mix)
- Funkmaster Flex feat. DMX – Do You?
- Roni Size & Reprazent – Who Told You
- Ja Rule feat. Lil' Mo – Put It On Me
- The Murderers – We Don't Give A %^#$
- The Murderers feat. Vita – Vita, Vita, Vita
- Kobe Bryant feat. Tyra Banks – K.O.B.E.

### 2001
- DMX – Ain't No Sunshine
- Busta Rhymes feat. Kelis – What It Is/Grimey
- Snoop Dogg feat. Tha Eastsidaz, Master P & Nate Dogg – Lay Low
- Eric Benet – Love Don't Love Me
- Babyface – There She Goes
- Vita – Justfy My Love
- Left Eye – The Block Party
- Jessica Simpson – A Little Bit
- Ginuwine – Differences
- FUBU feat. LL Cool J, Keith Murray, and Ludacris – Fatty Girl
- Busta Rhymes – As I Come Back/Break Ya Neck
- Shelby Lynne – Killin' Kind
- Stella Soleil – Kiss Kiss
- Method Man – Party & Bull%#!*
- Aaliyah – Rock The Boat

### 2002
- N*E*R*D – Rock Star (unreleased version)
- Nelly Furtado – ...On the Radio (Remember the Days)
- Boyz II Men – The Color of Love
- Blu Cantrell featuring Sean Paul – Breathe (Remix)

### 2003
- Ashanti – Rain On Me (version 1)

### 2004
- Ja Rule feat. R. Kelly & Ashanti – Wonderful
- Ashanti – Only U
- The Game feat. 50 Cent – How We Do
- Teedra Moses – Be Your Girl

### 2005
- Queen Latifah feat. Al Green – Simply Beautiful
- Slim Thug feat. Bun B – I Ain't Heard of That
- Kanye West – Diamonds from Sierra Leone
- Kanye West feat. Jamie Foxx – Gold Digger
- Smitty – Diamonds On My Neck
- Robin Thicke feat. Pharrell Williams – Wanna Love U Girl (version 2)
- Jamie Foxx feat. Ludacris – Unpredictable
- Beyoncé feat. Slim Thug and Bun B – Check on It
- Pharrell Williams – Angel
- Ne-Yo – So Sick

### 2006
- LL Cool J feat. Jennifer Lopez – Control Myself
- Young Jeezy – My Hood
- Mary J. Blige – Enough Cryin'
- Hoobastank – If I Were You
- LL Cool J feat. Lyfe Jennings – Freeze
- Lil Jon feat. E-40 and Sean Paul of the Youngbloodz – Snap Yo Fingers
- Young Jeezy feat. Lil' Scrappy and T.I. – Bang
- Kanye West feat. Paul Wall, GLC and T.I. – Drive Slow (Remix)
- Pharrell Williams feat. Kanye West – Number 1
- Janet Jackson feat. Nelly – Call on Me
- John Legend – Heaven
- T.a.T.u – Gomenasai

### 2007
- Jay-Z feat. Beyonce – Hollywood
- Kanye West – Can't Tell Me Nothing
- Twista feat Pharell – Give it up

### 2008
- Shaggy feat. Akon – "What's Love"[kilde mangler]
- Kanye West – "Homecoming"[kilde mangler]
- Sean Garrett feat. Ludacris – "Grippin'"[kilde mangler]
- Mary J. Blige – "Stay Down"[kilde mangler]
- Lloyd feat. Lil Wayne – "Girls Around the World"[1]
- Coldplay – "Viva la Vida"[2]
- N.E.R.D feat. CRS & Pusha T – "Everyone Nose (All the Girls ....) (Remix)"[3]
- Common feat. Pharrell Williams – "Universal Mind Control"[kilde mangler]
- Kanye West – "Heartless"[4]
- DJ Khaled feat. Kanye West & T-Pain – "Go Hard"[kilde mangler]

### 2009
- Bow Wow feat. Jermaine Dupri – "Roc the Mic"[kilde mangler]
- Bow Wow feat. Jonhtá Austin – "You Can Get It All"[kilde mangler]
- Jamie Foxx feat. T-Pain – "Blame It"[kilde mangler]
- Busta Rhymes feat. T-Pain – "Hustler's Anthem '09"[kilde mangler]
- Kanye West feat. Young Jeezy – "Amazing"[kilde mangler]
- Kanye West – "Robocop" (unreleased)[kilde mangler]
- Swizz Beatz – "When I Step in the Club" (Hennessy Black commercial)[5]
- The-Dream feat. Kanye West – "Walkin' on the Moon"[kilde mangler]
- Big Sean  – "Getcha Some"[6]
- Jamie Foxx feat. Kanye West, The-Dream, & Drake – "Digital Girl (Remix)"[kilde mangler]
- Consequence feat. Kanye West & John Legend – "Whatever U Want"[kilde mangler]
- Drake feat. Kanye West, Lil Wayne and Eminem – "Forever"[kilde mangler]
- Diddy – Dirty Money feat. The Notorious B.I.G. – "Angels"[kilde mangler]
- Dan Balan – "Chica Bomb"[kilde mangler]
- Mariah Carey – I Want to Know What Love Is"[kilde mangler]
- Jay-Z feat. Alicia Keys – "Empire State of Mind"[kilde mangler]
- Beyoncé feat. Lady Gaga – "Video Phone (Extended Remix)"[7]

### 2010
- Nicki Minaj – "Massive Attack"[kilde mangler]
- Audio feat. Akon – "Magnetic"[kilde mangler]
- Christina Aguilera – "Not Myself Tonight"[kilde mangler]
- Diddy – Dirty Money feat. Rick Ross and T.I. – "Hello Good Morning"[kilde mangler]
- Diddy – Dirty Money feat. Nicki Minaj and Rick Ross – "Hello Good Morning" (Remix)[kilde mangler]
- Rick Ross feat. Kanye West – "Live Fast, Die Young" (unreleased)[kilde mangler]
- Jessica Mauboy feat. Snoop Dogg – "Get 'Em Girls"[kilde mangler]
- Bob Sinclar feat. Sean Paul – "Tik Tok"[kilde mangler]
- Ke$ha – "We R Who We R"[8]
- Jessica Mauboy feat. Ludacris – "Saturday Night"[9]
- Kanye West – "Runaway" (script)[kilde mangler]

### 2011
- Lil Wayne feat. Cory Gunz – "6 Foot 7 Foot" [kilde mangler]
- Miguel – "Sure Thing"[kilde mangler]
- Kanye West feat. Rihanna – "All of the Lights"[kilde mangler]
- Kim Kardashian – "Jam (Turn It Up)" (unreleased)[10]
- Big Sean  feat. Kanye West and Roscoe Dash – "Marvin & Chardonnay"[kilde mangler]
- Coldplay – "Paradise" (unreleased)[11]
- Ja Rule – "Real Life Fantasy"[kilde mangler]
- Josh Baze – "We Made It"[12][13][14]
- Robin Thicke – "Love After War"[kilde mangler]
- Willow Smith feat. Nicki Minaj – "Fireball"[kilde mangler]

### 2012
- Nicki Minaj – "Stupid Hoe"[kilde mangler]
- Busta Rhymes feat. Chris Brown – "Why Stop Now"[kilde mangler]
- Brandy feat. Chris Brown – "Put It Down"[kilde mangler]
- Jack White – "Freedom at 21"[kilde mangler]
- Kanye West and DJ Khaled – "I Wish You Would" / "Cold"[15]
- Fat Joe feat. Kanye West – "Pride N Joy"[kilde mangler]
- Nicki Minaj – "Va Va Voom"[kilde mangler]
- Nicki Minaj – "Roman in Moscow" (unreleased)[kilde mangler]

### 2013
- Nikki Williams – "Glowing"[kilde mangler]
- ASAP Rocky – "LVL"[kilde mangler]
- Joe – "I'd Rather Have Love"[16]
- Meek Mill - "Levels"[17]
- Nelly - "Honey Nut Cheerios comercial"[18]